# Mesociclone

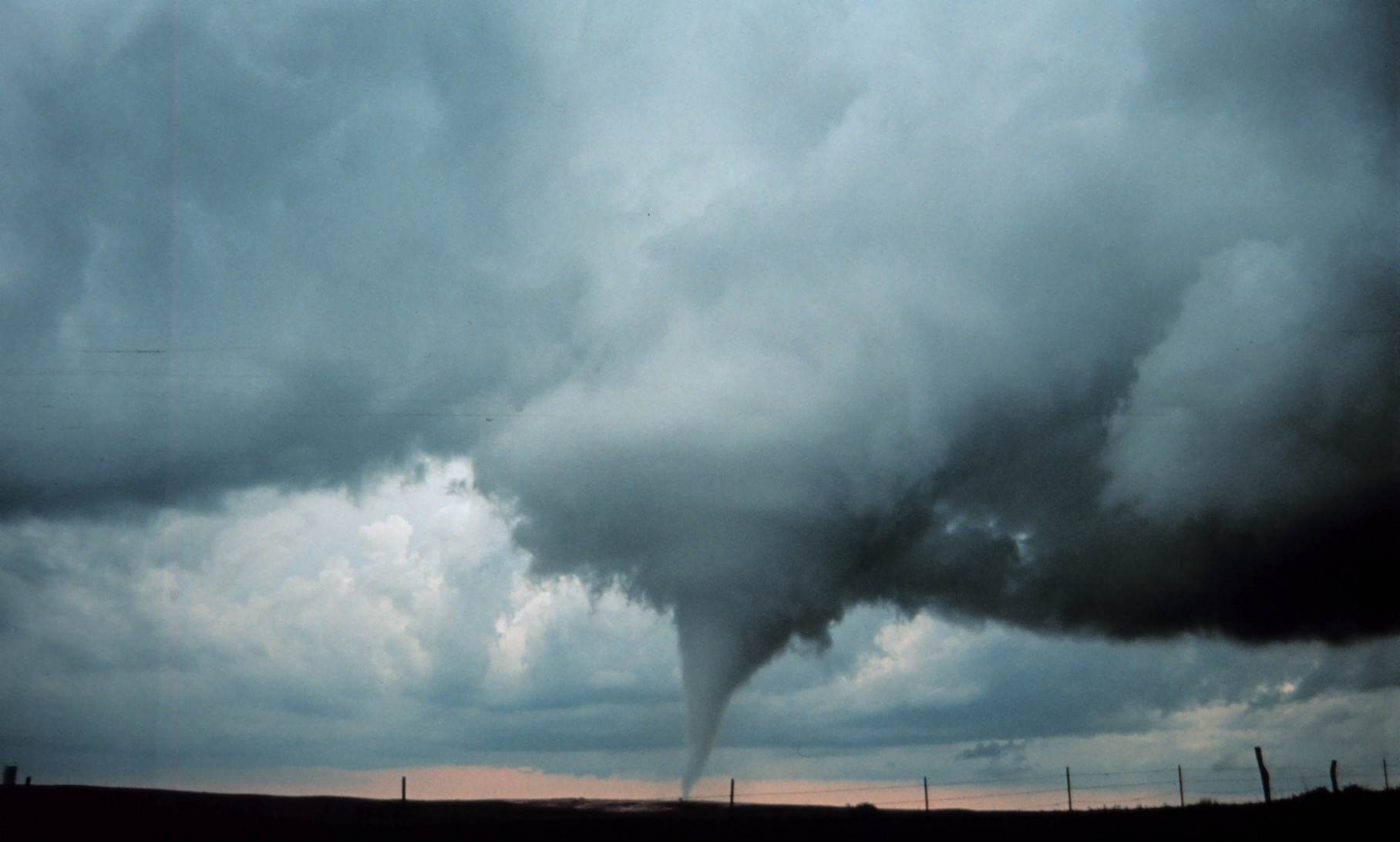
Tornado prodotto da un mesociclone.

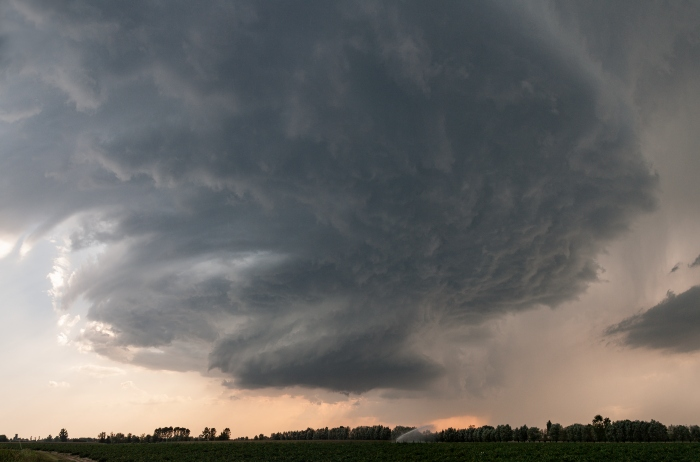
Supercella tornadica di Montagnana (PD) del 17/7/2009

In meteorologia il mesociclone è un fenomeno collocato nella mesoscala γ (gamma), il termine è di derivazione radar e un occhio esperto può rilevare la sua presenza con metodi indiretti. E' un vortice d'aria atmosferico, con un diametro che varia dai 2 ai 10 km, posizionato all'interno di un temporale convettivo a supercella. L'aria si alza e ruota attorno ad un asse verticale, di solito nella stessa direzione in cui i sistemi di bassa pressione ruotano in un determinato emisfero. 
Essi sono più spesso di origine ciclonica, cioè associati a una bassa pressione localizzata all'interno di un violento temporale. I mesocicloni si verificano spesso insieme a correnti ascensionali all'interno delle supercelle dove sussistono elevate possibilità di formazione di un tornado. 

## Descrizione

### Identificazione
Il modo migliore per individuare e verificare la presenza di un mesociclone è attraverso un radar meteo doppler. I mesocicloni si trovano più spesso nella parte posteriore destra delle supercelle. Nubi a muro rotanti o un tornado possono suggerire la presenza di un mesociclone.

### Formazione
Si ritiene che i mesocicloni si formino a causa di forti cambiamenti di velocità del vento e/o di direzione con l'altezza ("wind shear"). La corrente ascensionale convettiva di un temporale quindi si inclina verso l'alto e la corrente inizia a ruotare come una colonna verticale.
Come la corrente ascensionale inizia a ruotare, può formarsi una nube a muro, uno strato di nuvole discendenti dal mesociclone. La nube a muro tende a formarsi al centro della mesociclone. Mentre scende, al suo centro, può nascere una nuvola a forma di imbuto. Questa è la prima fase della formazione di un tornado.